# Ben Moore
Ben Alexander Moore (ur. 13 maja 1995 w Bolingbrook) – amerykański koszykarz, występujący na pozycji niskiego skrzydłowego, obecnie zawodnik Galatasaray Odeabank Stambuł.
4 września 2018 podpisał kolejną umowę z Indianą Pacers. 3 listopada został zwolniony.
20 listopada 2018 podpisał umowę z San Antonio Spurs na występy zarówno w NBA, jak i zespole G-League – Austin Spurs.
31 sierpnia 2019 dołączył do tureckiego Galatasaray Odeabank Stambuł.

## Osiągnięcia
Stan na 31 sierpnia 2019, na podstawie, o ile nie zaznaczono inaczej.
NCAA
- Uczestnik turnieju NCAA (2015, 2017)
- Mistrz:
  - turnieju konferencji American Athletic (AAC – 2015, 2017)
  - sezonu regularnego AAC (2015, 2017)
- Zaliczony do:
  - I składu turnieju AAC (2017)
  - II składu AAC (2017)
- Uczestnik:
  - meczu gwiazd NCAA – Reese's College All-Star Game (2017)
  - turnieju Portsmouth Invitational (2017)